# Szok’n’Show
Szok’n’Show – trzeci album studyjny polskiej piosenkarki Edyty Bartosiewicz. Wydawnictwo ukazało się 9 października 1995 roku nakładem wytwórni muzycznej Izabelin Studio/Polygram Polska. Z płyty pochodzą cztery single, wydany w lipcu 1995 „Szał”, wydany we wrześniu 1995 „Zegar”, „Ostatni” z lutego 1996 roku oraz „Na nic gniew” z lipca 1996 roku. 
Nagrania zostały zarejestrowane w maju oraz pomiędzy lipcem a sierpniem 1995 roku w Studiu S-4. W ramach promocji do pochodzących z płyty utworów „Szał”, „Zegar”, „Ostatni” i „Na nic gniew” zostały zrealizowane teledyski. 30 grudnia 1996 roku album uzyskał status platynowej płyty.

## Lista utworów
Opracowano na podstawie materiału źródłowego.
1. „Susza” (muz., sł. E. Bartosiewicz) – 3:31
2. „Możesz” (muz., sł. E. Bartosiewicz) – 3:07
3. „Zegar” (muz., sł. E. Bartosiewicz) – 3:59
4. „Spóźniony” (muz., sł. E. Bartosiewicz) – 3:53
5. „Szał” (muz., sł. E. Bartosiewicz) – 3:20
6. „Czas przypływu” (muz., sł. E. Bartosiewicz) – 3:49
7. „The Eye” (muz., sł. E. Bartosiewicz) – 3:47
8. „Na nic gniew” (muz. E. Bartosiewicz, M. Gładysz, sł. E. Bartosiewicz) – 4:19
9. „Ty rozumiesz” (muz., sł. E. Bartosiewicz) – 4:25
10. „Podwodne miasta” (muz., sł. E. Bartosiewicz) – 3:26
11. „Ostatni” (muz., sł. E. Bartosiewicz) – 5:05

## Twórcy
Opracowano na podstawie materiału źródłowego.
| - Radek Zagajewski - aranżacje, gitara basowa - Krzysztof Poliński - aranżacje, perkusja - Maciej Gładysz - aranżacje, gitara - Romuald Kunikowski - aranżacje, instrumenty klawiszowe |  | - Edyta Bartosiewicz - aranżacje, śpiew, produkcja muzyczna, gitara - Grzegorz Piwkowski - mastering (5, 6) - Julita Emanuiłow - mastering - Leszek Kamiński - mastering, realizacja nagrań |